# Martin Starr

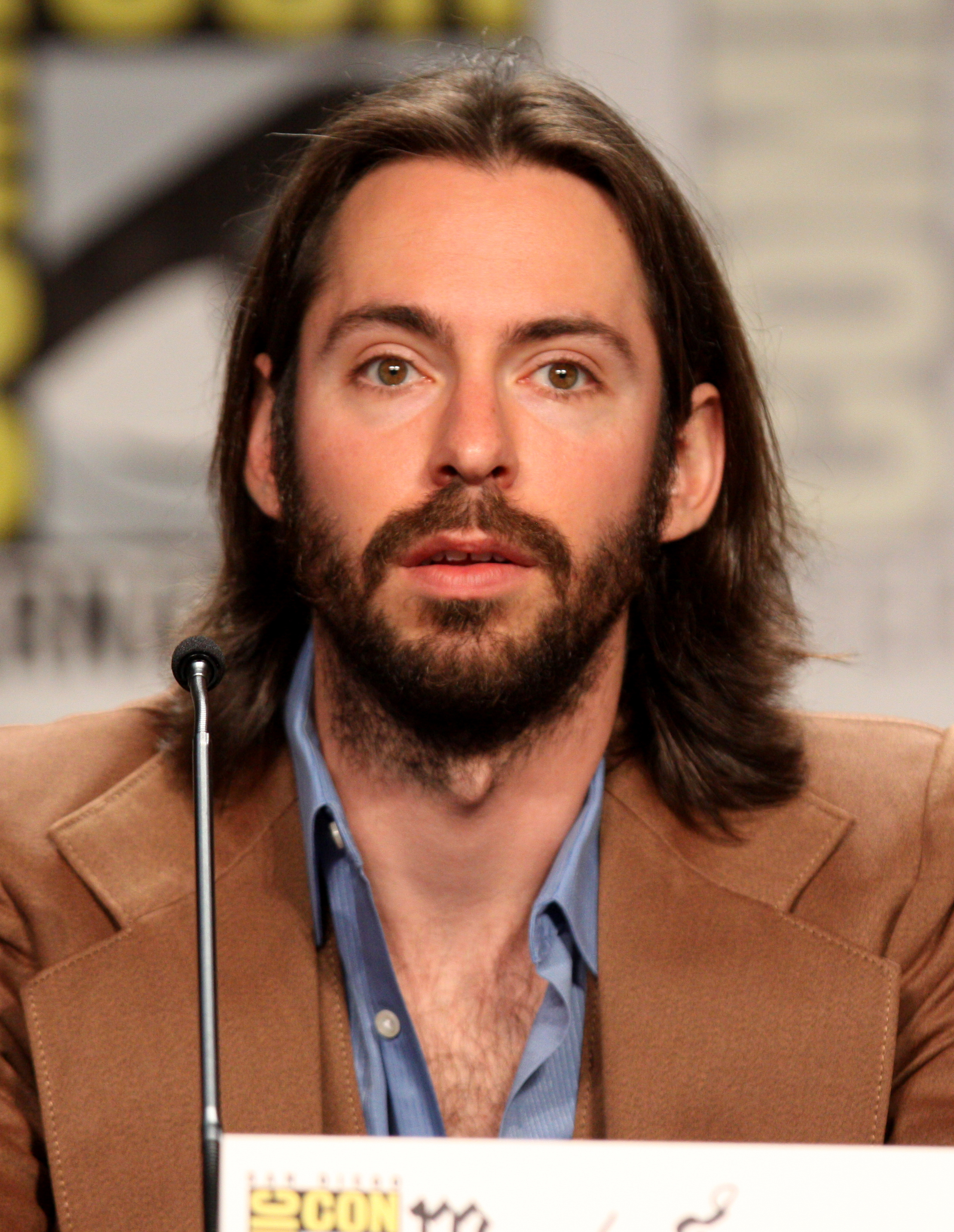
Starr (2011)

Martin Starr (* 30. Juli 1982 als Martin James Pflieger Schienle in Santa Monica, Kalifornien) ist ein US-amerikanischer Schauspieler.

## Karriere
Eine gewisse Bekanntheit erreichte Starr durch seine Rolle als Bill Haverchuck in der kurzlebigen TV-Serie Voll daneben, voll im Leben. Im Anschluss hatte er einige Gastauftritte in verschiedenen Serien. 2009 und 2010 trat er regelmäßig in der amerikanischen Comedy-Serie Party Down auf. Größere Bekanntheit erlangte er durch seine Rolle als satanistischer Systemadministrator Bertram Gilfoyle in der HBO-Serie Silicon Valley.

## Filmografie (Auswahl)
- 1999–2000: Voll daneben, voll im Leben (Freaks and Geeks, Fernsehserie, 18 Folgen)
- 2002: Cheats
- 2005: How I Met Your Mother (Fernsehserie, Folge 1x08)
- 2007: Superbad
- 2007: Walk Hard: Die Dewey Cox Story
- 2007: Beim ersten Mal (Knocked Up)
- 2008: Der unglaubliche Hulk (The Incredible Hulk)
- 2008: Good Dick
- 2009: Adventureland
- 2009–2010, 2023: Party Down (Fernsehserie, 26 Folgen)
- 2010, 2012–2013, 2016: Hawaii Five-0 (Fernsehserie, 4 Folgen)
- 2011: Community (Fernsehserie, Folge 3x02)
- 2011: Mad Love (Fernsehserie, 2 Folgen)
- 2011: A Good Old Fashioned Orgy
- 2011–2013: NTSF:SD:SUV:: (Fernsehserie, 31 Folgen)
- 2012: New Girl (Fernsehserie, Folge 1x18)
- 2012: Breaking In (Fernsehserie, Folge 2x13)
- 2013: Das ist das Ende (This Is the End)
- 2014: Dead Snow: Red vs. Dead (Død Snø 2)
- 2014: Veronica Mars
- 2014: Playing It Cool
- 2014–2019: Silicon Valley (Fernsehserie, 53 Folgen)
- 2015–2019: Life in Pieces (Fernsehserie, 5 Folgen)
- 2017: Spider-Man: Homecoming
- 2017: Future Man (Fernsehserie, Folge 1x04)
- 2019: Honey Boy
- 2019: Game of Thrones (Fernsehserie, Folge 8x01)
- 2019: Spider-Man: Far From Home
- 2021: Spider-Man: No Way Home
- 2022: Beavis and Butt-Head Do the Universe (Stimme)
- 2022: Samaritan
- 2022: Guillermo del Toro’s Cabinet of Curiosities (Fernsehserie, Folge 1x04)
- seit 2022: Tulsa King (Fernsehserie)
- 2023: Haileys Mission (Fernsehserie, 1 Folge)